# Wał Niemodliński
Wał Niemodliński – mikroregion wchodzący w skład Równiny Niemodlińskiej, wał pagórków o długości 17 km i szerokości 5 km. Usytuowany pomiędzy dolinami Nysy Kłodzkiej i Ścinawy Niemodlińskiej, uformowany został przez sączącą się z lodowca wodę i osady żwirów, piachów i gliny. Wał Niemodliński wypiętrza się na wysokości ok. 65 m, nad dnem Nysy Kłodzkiej i ok. 50 m. nad dnem Ścinawy Niemodlińskiej.
Najwyżej położone tereny zlokalizowane są w zachodniej części Wału Niemodlińskiego i przekraczają 200 m n.p.m. Wał Niemodliński stanowi wododział Nysy Kłodzkiej i Ścinawy Niemodlińskiej – swoją kulminację osiąga na wysokości ok. – 220 m n.p.m. w okolicach Grabina. Obszary o największych deniwelacjach zlokalizowane są tam, gdzie Wał Niemodliński opada w kierunku doliny Ścinawy Niemodlińskiej (wschodnia część Wału Niemodlińskiego) i doliny Nysy Kłodzkiej (zachodnia część Wału Niemodlińskiego). Różnice wysokości względnych sięgają tu miejscami 50 m. Na większości obszaru deniwelacje nie są jednak tak duże – zwykle nie przekraczają 10 m. Wyjątkiem jest tu pas śródleśnych wydm, gdzie deniwelacja sięga 18 m, a także skarpy dolin rzecznych – tu deniwelacja osiąga 20 m.
Obszary położone najniżej zlokalizowane są w dolinach rzecznych, a wśród nich najniżej położona jest dolina Ścinawy Niemodlińskiej.